# Danilo Rinaldi
Danilo Ezequiel Rinaldi (ur. 18 kwietnia 1986 w San Nicolás de los Arroyos) – sanmaryński piłkarz argentyńskiego pochodzenia występujący na pozycji pomocnika lub napastnika w klubie SP La Fiorita oraz w reprezentacji San Marino.

## Kariera klubowa
Wychowanek klubu Chacarita Juniors z Buenos Aires, gdzie rozpoczął treningi w wieku 14 lat. Następnie występował w zespołach z regionalnych kategorii rozgrywkowych prowincji Buenos Aires: Conesa FC, Deportivo Armenio, General Rojo UD oraz CSD La Emilia.
Latem 2008 roku został zawodnikiem SS Virtus, dla którego w 23 spotkaniach zdobył 13 bramek. W latach 2010−2012 ponownie był zawodnikiem Conesa FC. Przed sezonem 2012/13 został piłkarzem SP La Fiorita. W lipcu 2012 roku zadebiutował w europejskich pucharach w wyjazdowym meczu z FK Liepājas Metalurgs (0:4) w kwalifikacjach Ligi Europy 2012/13. W styczniu 2014 roku wyjechał na 1,5 miesiąca do Chin, gdzie odbył testy w czterech zespołach, jednak nie podpisał z żadnym z nich kontraktu. W latach 2012−2019 w barwach SP La Fiorita wywalczył trzykrotnie mistrzostwo, trzykrotnie Puchar San Marino oraz Superpuchar San Marino w 2012 roku.

## Kariera reprezentacyjna
W listopadzie 2008 roku otrzymał od selekcjonera Giampaolo Mazzy pierwsze powołanie do reprezentacji San Marino. 19 listopada zadebiutował w przegranym 0:3 spotkaniu przeciwko Czechom w eliminacjach do Mistrzostw Świata 2010. W sierpniu 2012 roku zdobył z rzutu karnego pierwszą bramkę w drużynie narodowej w towarzyskim meczu z Maltą (2:3).

### Bramki w reprezentacji
| LP | Data             | Miejsce                        | Przeciwnik | Bramka | Rezultat | Ranga meczu     |
| -- | ---------------- | ------------------------------ | ---------- | ------ | -------- | --------------- |
| 1. | 14 sierpnia 2012 | Stadion Olimpijski, Serravalle | Malta      | 2:3    | 2:3      | Mecz towarzyski |

## Życie prywatne
Urodził się i wychował w Argentynie. Uczęszczał do szkoły podstawowej z Adolfo Hirschem. Brat Federico Rinaldiego. Żonaty z Magalí Vivas z którą ma syna Vito (ur. 2016). Latem 2008 roku na zaproszenie kuzyna przyjechał do San Marino i podjął pracę w fabryce mebli. W tym samym roku, dzięki pochodzeniu dziadka od strony matki, otrzymał obywatelstwo tego kraju.

## Sukcesy
SP La Fiorita
- mistrzostwo San Marino: 2013/14, 2016/17, 2017/18
- Puchar San Marino: 2012/13, 2015/16, 2017/18
- Superpuchar San Marino: 2012